# Produkt niebezpieczny
Produkt niebezpieczny – przedmiot, który nie zapewnia bezpieczeństwa, jakiego można od niego oczekiwać przy uwzględnieniu jego normalnego zużycia. O tym, czy produkt jest bezpieczny, decydują okoliczności z chwili wprowadzenia go do obrotu. Przez produkt rozumie się rzecz ruchomą, choćby została ona połączona z inną rzeczą. Za produkt uważa się także zwierzęta i energię elektryczną. Odpowiedzialność za produkt niebezpieczny do KC wprowadziła uchylona ustawa z 2 marca 2000 r. o ochronie niektórych praw konsumentów oraz o odpowiedzialności za produkt niebezpieczny (Dz.U. z 2012 r. poz. 1225). Regulacje prawne dotyczące produktu niebezpiecznego zostały zawarte w art. 4491 – 49111 Kodeksu cywilnego. Podmiotami odpowiedzialnymi za szkodę wyrządzoną przez produkt niebezpieczny są:
- producent – który w zakresie swej działalności gospodarczej wytwarza ten produkt
- wytwórca: materiału, surowca lub części składowej produktu
- producent nominalny – tj. ten, kto umieszcza na produkcie swoją nazwę, znak towarowy lub podaje się za producenta.
- importer – tj. ten, kto produkt wprowadza do obrotu na rynek
- zbywający produkt – jeżeli nie wiadomo, kto jest producentem, producentem nominalnym i importerem.

Podmiotem uprawnionym do żądania odszkodowania, jest każdy, kto poniósł szkodę wyrządzona przez produkt niebezpieczny. Odpowiedzialność może obejmować zarówno szkodę na mieniu, jak i szkodę na osobie.
Odpowiedzialność za szkodę wyrządzoną przez produkt niebezpieczny opiera się na zasadzie ryzyka. Producent nie odpowiada za szkody wyrządzone przez produkt niebezpieczny, jeżeli wykaże, że:
- produktu nie wprowadził do obrotu
- produkt został skradziony lub utracony i w ten sposób wprowadzony do obrotu
- właściwości niebezpieczne produktu ujawniły się po wprowadzeniu go do obrotu, a nie wynikały z przyczyny tkwiącej poprzednio w produkcie
- nie można było przewidzieć niebezpiecznych właściwości produktu na podstawie stanu nauki i techniki
- właściwości te wynikały z zastosowania przepisów prawa.

Przesłankami odpowiedzialności za szkodę wyrządzoną przez produkt niebezpieczny są:
- wytworzenie i wprowadzenie do obrotu produktu niebezpiecznego,
- wyrządzenie szkody,
- adekwatny związek przyczynowy między wytworzeniem i wprowadzeniem do obrotu a szkodą.

Roszczenie o naprawienie szkody ulega przedawnieniu z upływem 3 lat od dnia, w którym poszkodowany dowiedział się lub przy zachowaniu należytej staranności mógł się dowiedzieć o osobie zobowiązanej do jej naprawienia. W każdym przypadku roszczenie przedawnia się z upływem lat 10 od dnia wprowadzenia produktu do obrotu.